# Anděla Sukupová
Anděla Sukupová (25. září 1906 Roštění – 31. října 1990 Jaroměř) byla česká a československá pedagožka, politička Československé strany lidové a poúnorová poslankyně Národního shromáždění ČSR.

## Biografie
Pocházela ze skromných poměrů. Absolvovala gymnázium a vystudovala latinu a francouzštinu na Filozofické fakultě Univerzity Komenského v Bratislavě. Poté působila jako učitelka měšťanské školy, po válce učila francouzštinu na jedenáctiletce a poté až do roku 1963 na gymnáziu v Uherském Hradišti. Poté odešla do důchodu. V ČSL se začala angažovat po roce 1945, výraznou politickou kariéru ale prožila až po únoru 1948. Během únorového převratu v roce 1948 totiž patřila k frakci, která v ČSL převzala moc a která lidovou stranu proměnila na loajálního spojence komunistického režimu. Tehdy se do té doby silná uherskohradišťská organizace ČSL rozpadla a do „obrozené“ ČSL vstoupili pouze tři lidé, včetně Anděly Sukupové. Ta zastupovala tento okres v krajském a od roku 1953 i v ústředním výboru ČSL.
Po volbách v roce 1948 byla zvolena do Národního shromáždění za ČSL ve volebním kraji Ostrava. Mandát nabyla v březnu 1953 jako náhradnice poté, co rezignovala poslankyně Marie Šachová. Mandát získala i ve volbách roku 1954 (nyní volební obvod Uherské Hradiště I). V parlamentu zasedala až do konce funkčního období, tedy do voleb roku 1960.
Byla učitelkou na sedmileté střední škole v Uherském Hradišti. K roku 1954 se profesně uvádí jako učitelka jedenáctileté školy.
V 50. a 60. letech byla opakovaně volena na celostátních konferencích do ústředního výboru strany, v němž zastupovala nejen Gottwaldovský a po roce 1960 i Jihomoravský kraj, ale také odbor lidoveckých žen. Odsoudila maďarské povstání roku 1956 a přivítala jeho brutální potlačení. Na jaře 1968 patřila k oporám Josefa Plojhara, kteří ji koncem března 1968 prosadili do předsednictva ÚV ČSL. Během pražského jara však již do politiky aktivně nezasahovala a ani s nástupem normalizace už neusilovala o zvolení do vyšších funkcí.